# Friedrich Ludwig Kreysig
Friedrich Ludwig Kreysig (Eilenburg, 7 luglio 1770 – Dresda, 4 giugno 1839) è stato un medico e cardiologo tedesco.

## Biografia
Nel 1795 ricevette il dottorato in medicina dall'Università di Lipsia e l'anno seguente sostituì Johann Gottfried Leonhardi (1746-1823) all'Università di Wittenberg. Nel 1801 divenne professore di anatomia e botanica a Wittenberg.
Nel 1803 fu nominato medico personale di Federico Augusto e dal 1815 prestò servizio a Dresda come insegnante di medici militari sassoni. Per ragioni di salute, lasciò il lavoro accademico nel 1822, ritirandosi in uno studio privato, dal quale si concentrò sugli studi botanici.
Kreysig è in gran parte noto per il suo lavoro sulle malattie cardiologiche. Nel 1815 spiegò i processi infiammatori associati all'endocardite.
Nel 1828 fu eletto membro straniero della Reale Accademia svedese delle scienze.

## Opere principali
- Aristotelis de soni ed vocis humanae natura atque ortu theoria cum recentiorum decretis comparata, Leipzig 1793
- De peripneumonia nervosa s. maligna commentatio, Leipzig 1796
- Neue Darstellung der physiologischen und pathologischen Grundlehren, Leipzig 1798–1800
- Abhandlung über das Scharlachfieber, nebst Beschreibung einer sehr bösartigen epidemischen Frieselkrankheit, welche im Februar 1801 in Wittenberg herrschte, Leipzig 1802
- Die Krankheiten des Herzens, systematisch bearbeitet und durch eigenen Beobachtungen erläutert, Berlin (1814–1817, 4 volumi)
- System der praktischen Heilkunde, usw; Leipzig und Altenburg, (1818–1819, 2 volumi)
- Über den Gebrauch der Mineralwässer von Karlsbad, Ems, usw, Leipzig 1825